# 吳中英 (明朝)
吳中英（16世紀—16世紀），字孟育，號卓山，南直隸滁州直隸州全椒縣人，明朝政治人物。

## 生平
吳中英是成化二年進士吳璋之孫，年幼時與弟吳中蕡跟隨唐順之受業，有經世之才，恥於干謁，隆慶四年（1570年）庚午科應天鄉試第六名舉人，五年（1571年）辛未科會試因策論亢直被置於副榜。授禮部主事，出為漳平縣知縣，就任後禮賢下士，建立心源精舍，公餘時鼓舞士子，事吏而兼師，去任時縣民畫下政績圖十六幀感謝，入祀名宦祠，配享朱子祠。他個性孝順，母親八十多歲，出入必定親自攙扶，為母親壽辰置義田贍養族人。

## 著作
著有《萬竹山房集》。

## 家族
弟吳中蕡明於治理，著有《平倭記本末》，早卒。

## 引用
1. 1 2  民國《全椒縣志·卷十·人物志一》：吳中英，字孟育，號卓山，參政璋之孫，舉隆慶間鄉試第一，會試以策伉直置乙榜，厯官禮部主事。幼嘗與弟中蕡受古文法于唐順之，有經世才，恥干謁。任漳平令，下車首禮賢士，創心源精舍，公餘親與民勗，孝悌事吏而兼師，去任日民為圖政績十六幀誌感，祀名宦並配享朱子祠。中英稟至性，母八旬餘，出入必親扶掖，母壽置義田贍族，著有《萬竹山房集》行世。中蕡達治體，著有《平倭記本末》，惜早卒。
2. ↑  民國《全椒縣志·卷十二·人物志三》：（隆慶）庚午（舉人） 吳中英 見進士乙榜……乙榜……（隆慶）辛未 吳中英 宦績有傳